# 马特拉赫
马特拉赫（阿拉伯语：‎，羅馬化：Maţraḩ）是阿曼馬斯喀特省的城市，人口150,000。马特拉赫在發現石油前是阿曼的商業中心，現在仍然是該地區的最大海港之一，市內其中一個地標是傳統露天市集。電子遊戲Project Reality中，有马特拉赫地圖的選項。

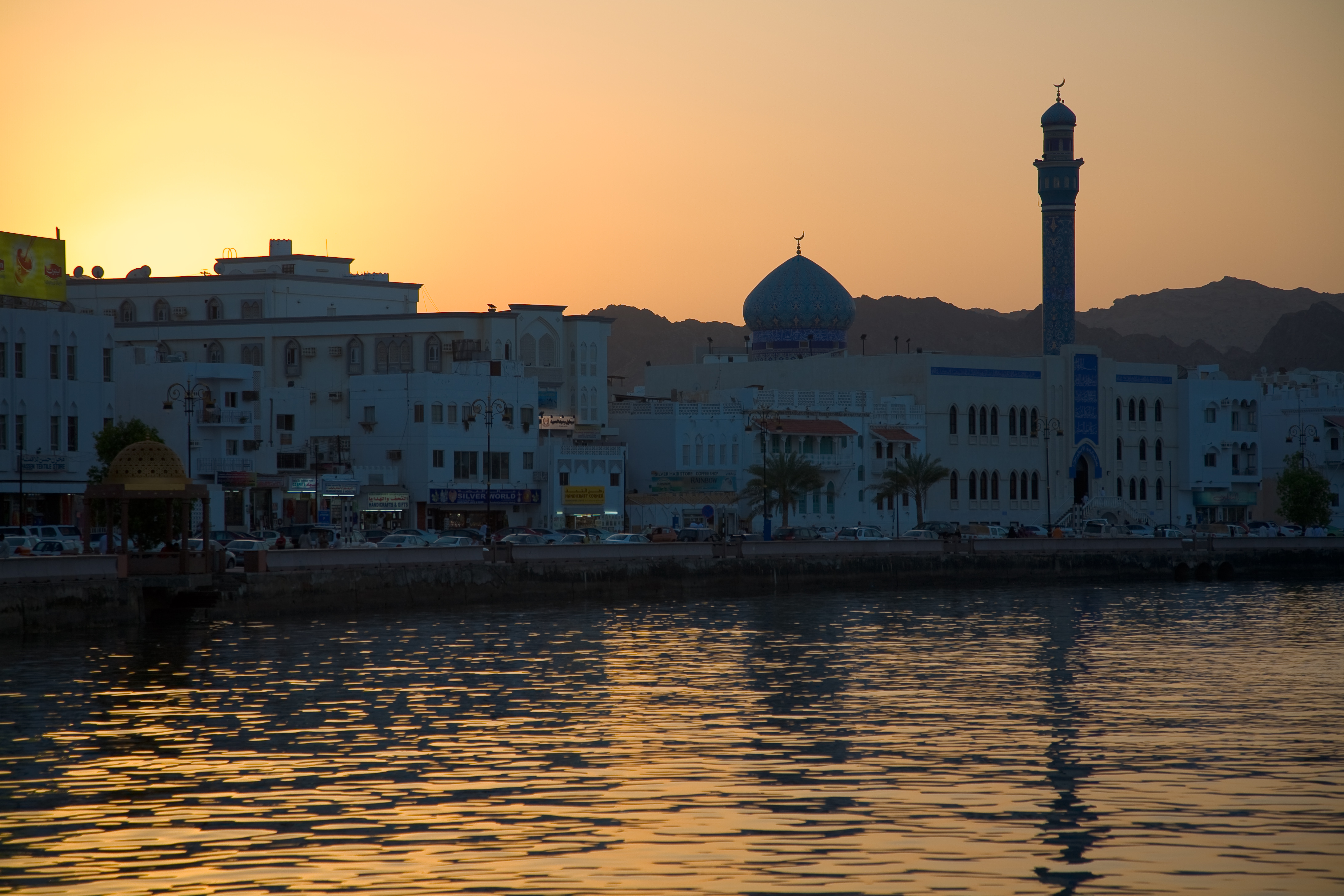

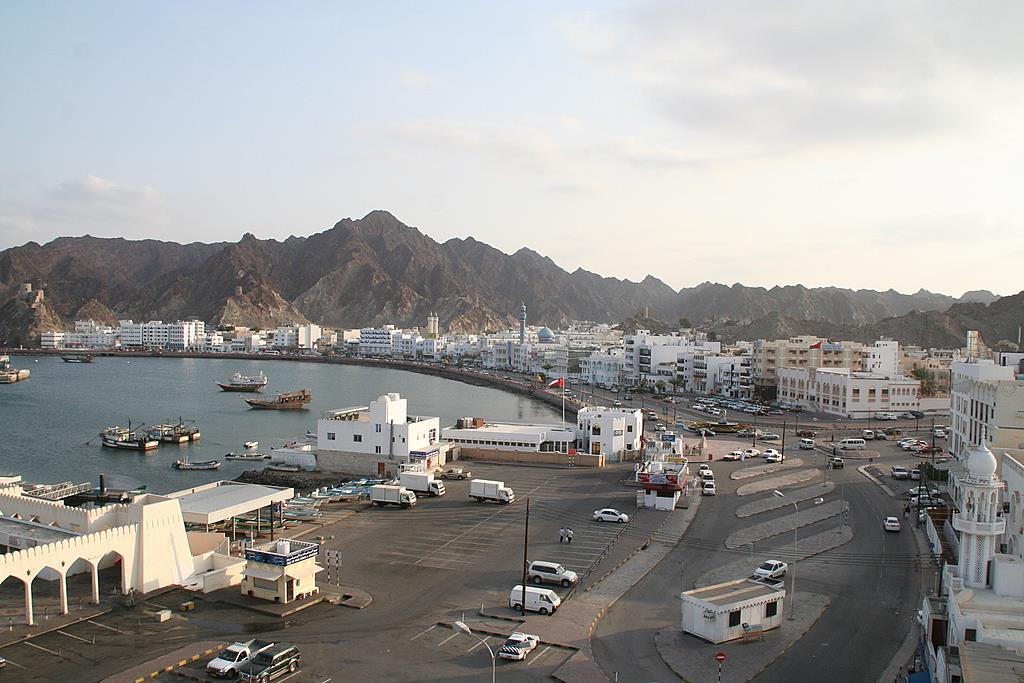

## 外部連結
- Omani Ministry of Foreign Affairs （页面存档备份，存于）

23°37′N 58°34′E / 23.617°N 58.567°E